# Akoúmia (Réthymnon)
Akoúmia, en grec moderne : Ακούμια, est un village du dème d'Ágios Vasílios, de l'ancienne municipalité de Lámpi, au sud du district régional de Réthymnon, en Crète, en Grèce. Selon le recensement de 2011, la population d'Akoúmia compte 509 habitants. Le village est situé à une distance de 35 km de Réthymnon et à une altitude de 520 mètres, sur les pentes du mont Sidérota.

## Source de la traduction
- (el) Cet article est partiellement ou en totalité issu de l’article de Wikipédia en grec moderne intitulé « Ακούμια Ρεθύμνης » (voir la liste des auteurs).